# Oskar Panizza
Oskar Panizza (ur. 12 listopada 1853, zm. 28 września 1921) – niemiecki psychiatra, awangardowy pisarz, autor sztuk, powieści, poezji, esejów; wydawca i redaktor czasopism literackich. Autor tragikomedii Das Liebeskonzil (1894), za którą został oskarżony o bluźnierstwo i skazany na rok więzienia po procesie w roku 1895 w Monachium. Po odbyciu wyroku przebywał na emigracji, najpierw w Zurychu, potem w Paryżu. Ostatnie szesnaście lat życia spędził w ośrodku dla psychicznie chorych w Bayreuth.

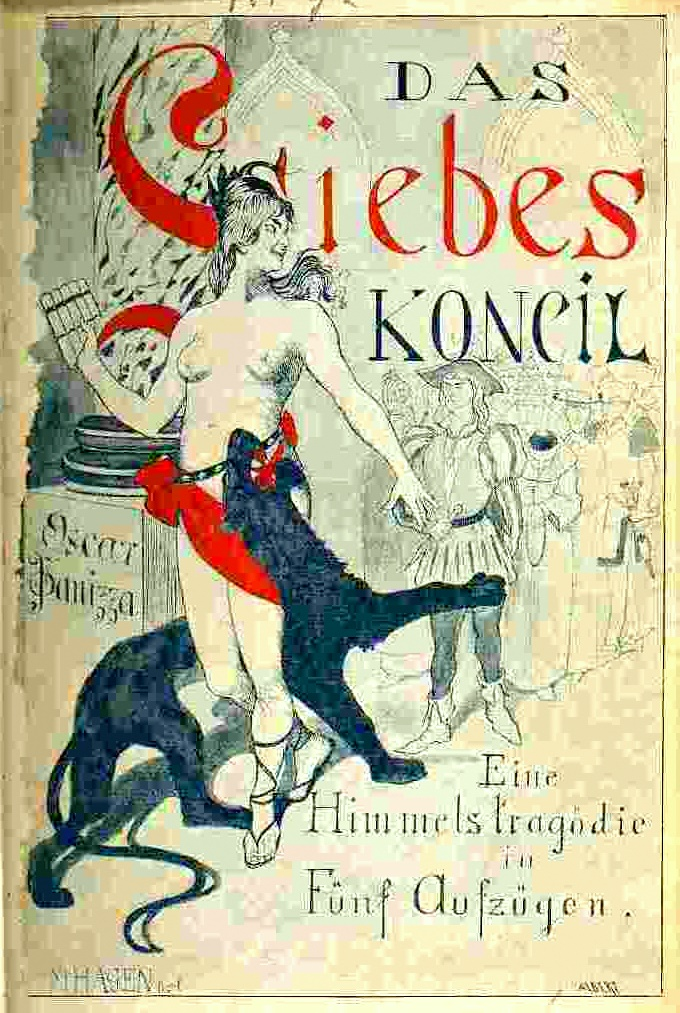
Okładka Maxa Hagena do trzeciego wydania Das Liebeskonzil, Zurych 1897